# Ausztria az 1984. évi nyári olimpiai játékokon
Ausztria az egyesült államokbeli Los Angelesben megrendezett 1984. évi nyári olimpiai játékok egyik részt vevő nemzete volt. Az országot az olimpián 18 sportágban 102 sportoló képviselte, akik összesen 3 érmet szereztek.

## Érmesek
| Érem  | Versenyző          | Sportág       | Versenyszám      |
| ----- | ------------------ | ------------- | ---------------- |
| Arany | Peter Seisenbacher | Cselgáncs     | Férfi középsúly  |
| Ezüst | Andreas Kronthaler | Sportlövészet | Férfi légpuska   |
| Bronz | Pepi Reiter        | Cselgáncs     | Férfi harmatsúly |

## Atlétika
Férfi
| Versenyző           | Versenyszám     | Előfutam | Előfutam | Előfutam | Elődöntő | Elődöntő | Elődöntő | Döntő         | Döntő         |
| Versenyző           | Versenyszám     | Idő      | Hely.    | Össz.    | Idő      | Hely.    | Össz.    | Idő           | Helyezés      |
| ------------------- | --------------- | -------- | -------- | -------- | -------- | -------- | -------- | ------------- | ------------- |
| Gerhard Hartmann    | Maraton         |          |          |          |          |          |          | nem ért célba | nem ért célba |
| Thomas Futterknecht | 400 m gát       | 50,25    | 4.       | 17.      | kiesett  | kiesett  | kiesett  | kiesett       | kiesett       |
| Martin Toporek      | 20 km gyaloglás |          |          |          |          |          |          | 1:33:58       | 29.           |

| Versenyző    | Versenyszám   | Selejtező | Selejtező | Döntő    | Döntő    |
| Versenyző    | Versenyszám   | Eredmény  | Helyezés  | Eredmény | Helyezés |
| ------------ | ------------- | --------- | --------- | -------- | -------- |
| Erwin Weitzl | Súlylökés     | 18,96 m   | 13.       | kiesett  | kiesett  |
| Hans Lindner | Kalapácsvetés | 71,28 m   | 12.       | kiesett  | kiesett  |

| Versenyző      | Versenyszám | 100 m | 100 m | Távolugrás | Távolugrás | Súlylökés | Súlylökés | Magasugrás | Magasugrás | 400 m | 400 m | 110 m gát | 110 m gát | Diszkoszvetés | Diszkoszvetés | Rúdugrás | Rúdugrás | Gerelyhajítás | Gerelyhajítás | 1500 m  | 1500 m | Végeredmény | Végeredmény |
| Versenyző      | Versenyszám | Idő   | Pont  | Eredmény   | Pont       | Eredmény  | Pont      | Eredmény   | Pont       | Idő   | Pont  | Idő       | Pont      | Eredmény      | Pont          | Eredmény | Pont     | Eredmény      | Pont          | Idő     | Pont   | Pont        | Helyezés    |
| -------------- | ----------- | ----- | ----- | ---------- | ---------- | --------- | --------- | ---------- | ---------- | ----- | ----- | --------- | --------- | ------------- | ------------- | -------- | -------- | ------------- | ------------- | ------- | ------ | ----------- | ----------- |
| Georg Werthner | Tízpróba    | 11,41 | 708   | 696 cm     | 812        | 13,80 m   | 716       | 194 cm     | 804        | 49,44 | 830   | 15,36     | 811       | 41,18 m       | 709           | 470 cm   | 981      | 76,96 m       | 956           | 4:16,41 | 685    | 8012        | 9.          |

## Birkózás
Kötöttfogású
| Versenyző         | Versenyszám | Vigaszágas kiesés | Vigaszágas kiesés | 5. helyért                         | Bronz- mérkőzés   | Döntő             | Helyezés    |
| Versenyző         | Versenyszám | Ellenfél Eredmény | Hely.             | Ellenfél Eredmény                  | Ellenfél Eredmény | Ellenfél Eredmény | Helyezés    |
| ----------------- | ----------- | --- | ----------------- | ---------------------------------- | ----------------- | ----------------- | ----------- |
| Herbert Nigsch    | 62 kg       | B csoport · Brahim Loksairi (MAR) · 7–12 · Hannu Lahtinen (FIN) · 1–2 | 8.                | kiesett                            | kiesett           | kiesett           | helyezetlen |
| Dietmar Streitler | 68 kg       | A csoport · Nemoto Szeidzsi (JPN) · 6–5 · Sümer Koçak (TUR) · passzivitás · Said Souaken (MAR) · 7–5 · Döntő · Ştefan Negrişan (ROU) · passzivitás · Vlado Lisjak (YUG) · 6–8 | 3.                | Mohamed Moutei Nakdali (SYR) · 8–4 |                   |                   | 5.          |
| Georg Marchl      | 82 kg       | B csoport · Siegfried Seibold (FRG) · passzivitás · Morijama Jaszutosi (JPN) · passzivitás · Momir Petković (YUG) · 0–5                                                       | 5.                | kiesett                            | kiesett           | kiesett           | helyezetlen |
| Franz Marx        | 90 kg       | B csoport · Jean-François Court (FRA) · 4–13 · Uwe Sachs (FRG) · 4–7 | 4.                | kiesett                            | kiesett           | kiesett           | 8.          |
| Franz Pitschmann  | 100 kg      | A csoport · Georgios Poikilidis (GRE) · 1–7 · Vasile Andrei (ROU) · 2–15 | 3.                | Fritz Gerdsmeier (FRG) · 5–7       |                   |                   | 5.          |

Szabadfogású
| Versenyző        | Versenyszám | Vigaszágas kiesés                                                                               | Vigaszágas kiesés | 5. helyért        | Bronz- mérkőzés   | Döntő             | Helyezés    |
| Versenyző        | Versenyszám | Ellenfél Eredmény                                                                               | Hely.             | Ellenfél Eredmény | Ellenfél Eredmény | Ellenfél Eredmény | Helyezés    |
| ---------------- | ----------- | ----------------------------------------------------------------------------------------------- | ----------------- | ----------------- | ----------------- | ----------------- | ----------- |
| Günter Busarello | 82 kg       | A csoport · Reiner Trik (FRG) · 3–5 · Jouni Ilomäki (FIN) · 5–0 · Nagasima Hidejuki (JPN) · 4–7 | 5.                | kiesett           | kiesett           | kiesett           | helyezetlen |
| Edwin Lins       | 90 kg       | A csoport · Ed Banach (USA) · 2–15 · Abdul Majeed (PAK) · 6–11                                  | 6.                | kiesett           | kiesett           | kiesett           | helyezetlen |

## Cselgáncs
| Versenyző           | Versenyszám  | Csoport | Selejtező                     | 32-es főtábla             | Nyolcaddöntő                                  | Negyeddöntő             | Elődöntő               | Vigaszág nyolcaddöntő | Vigaszág negyeddöntő                        | Vigaszág elődöntő      | Bronz- mérkőzés          | Döntő                  | Helyezés |
| Versenyző           | Versenyszám  | Csoport | Ellenfél Eredmény             | Ellenfél Eredmény         | Ellenfél Eredmény                             | Ellenfél Eredmény       | Ellenfél Eredmény      | Ellenfél Eredmény     | Ellenfél Eredmény                           | Ellenfél Eredmény      | Ellenfél Eredmény        | Ellenfél Eredmény      | Helyezés |
| ------------------- | ------------ | ------- | ----------------------------- | ------------------------- | --------------------------------------------- | ----------------------- | ---------------------- | --------------------- | ------------------------------------------- | ---------------------- | ------------------------ | ---------------------- | -------- |
| Pepi Reiter         | Harmatsúly   | B       | erőnyerő                      | Mohamed Soubei (EGY) · GY | Hvang Dzsongo (Hwang Jeong-O) (KOR) · V       |                         |                        |                       | Cőng Szíu-chín (Chong Siao Chin) (HKG) · GY | Sérgio Sano (BRA) · GY | Sandro Rosati (ITA) · GY |                        |          |
| Thomas Haasmann     | Váltósúly    | B       | Jean-Mane Dedecker (BEL) · GY | Per Kjellin (SWE) · V     | kiesett                                       | kiesett                 | kiesett                |                       |                                             |                        |                          |                        | 20.      |
| Peter Seisenbacher  | Középsúly    | A       |                               | Stanko Lopatić (YUG) · GY | Csang Sou-csung (Chang Shou-Chung) (TPE) · GY | Nosze Szeiki (JPN) · GY | Fabien Canu (FRA) · GY |                       |                                             |                        |                          | Robert Berland (USA) · |          |
| Robert Köstenberger | Félnehézsúly | A       |                               | Roger Vachon (FRA) · GY   | Juri Fazi (ITA) · V                           | kiesett                 | kiesett                |                       |                                             |                        |                          |                        | 13.      |

## Evezés
Férfi
| Versenyző                         | Versenyszám  | Előfutam | Előfutam | Vigaszág | Vigaszág | Elődöntő | Elődöntő | Döntő | Döntő   | Döntő | Helyezés |
| Versenyző                         | Versenyszám  | Idő      | Hely.    | Idő      | Hely.    | Idő      | Hely.    | Típus | Idő     | Hely. | Helyezés |
| --------------------------------- | ------------ | -------- | -------- | -------- | -------- | -------- | -------- | ----- | ------- | ----- | -------- |
| Raimund Haberl                    | Egypárevezős | 7:33,50  | 3.       | 7:29,08  | 2.       | 7:38,48  | 6.       | B     | 7:25,38 | 2.    | 8.       |
| Wilfried Auerbach Thomas Linemayr | Kétpárevezős | 6:43,10  | 4.       | 6:44,54  | 5.       |          |          | B     | 6:38,95 | 1.    | 7.       |

Női
| Versenyző                         | Versenyszám  | Előfutam | Előfutam | Vigaszág | Vigaszág | Elődöntő | Elődöntő | Döntő | Döntő   | Döntő | Helyezés |
| Versenyző                         | Versenyszám  | Idő      | Hely.    | Idő      | Hely.    | Idő      | Hely.    | Típus | Idő     | Hely. | Helyezés |
| --------------------------------- | ------------ | -------- | -------- | -------- | -------- | -------- | -------- | ----- | ------- | ----- | -------- |
| Astrid Unger                      | Egypárevezős | 3:54,96  | 4.       | 3:52,70  | 3.       | 3:59,52  | 4.       | B     | 3:53,08 | 3.    | 9.       |
| Inge Niedermayer Vera Sommerbauer | Kétpárevezős | 3:36,62  | 4.       | 3:33,30  | 5.       |          |          | B     | 3:36,20 | 1.    | 7.       |

## Íjászat
| Versenyző      | Versenyszám | 1. forduló | 1. forduló | 2. forduló | 2. forduló | Összesítés | Összesítés |
| Versenyző      | Versenyszám | Pont       | Hely.      | Pont       | Hely.      | Pont       | Helyezés   |
| -------------- | ----------- | ---------- | ---------- | ---------- | ---------- | ---------- | ---------- |
| Ursula Valenta | Női egyéni  | 1215       | 24.        | 1180       | 33.        | 2395       | 32.        |

## Kajak-kenu
Férfi
| Versenyző                       | Versenyszám         | Előfutam | Előfutam | Előfutam | Vigaszág | Vigaszág | Vigaszág | Elődöntő | Elődöntő | Elődöntő | Döntő   | Döntő    |
| Versenyző                       | Versenyszám         | Idő      | Hely.    | Össz.    | Idő      | Hely.    | Össz.    | Idő      | Hely.    | Össz.    | Idő     | Helyezés |
| ------------------------------- | ------------------- | -------- | -------- | -------- | -------- | -------- | -------- | -------- | -------- | -------- | ------- | -------- |
| Werner Bachmayer Wolfgang Hartl | Kajak kettes 500 m  | 1:38,00  | 4.       | 8.       | 1:40,12  | 1.       | 2.       | 1:37,79  | 3.       | 9.       | 1:37,05 | 9.       |
| Werner Bachmayer Wolfgang Hartl | Kajak kettes 1000 m | 3:31,58  | 3.       | 7.       | erőnyerő | erőnyerő | erőnyerő | 3:31,60  | 4.       | 10.      | kiesett | kiesett  |

## Kerékpározás

### Országúti kerékpározás
Férfi
| Versenyző                                                          | Versenyszám     | Idő              | Helyezés      |
| ------------------------------------------------------------------ | --------------- | ---------------- | ------------- |
| Helmut Wechselberger                                               | Mezőnyverseny   | 5:04:07 (+4:10)  | 15.           |
| Kurt Zellhofer                                                     | Mezőnyverseny   | 5:15:27 (+15:30) | 34.           |
| Johann Traxler                                                     | Mezőnyverseny   | 5:22:17 (+22:20) | 49.           |
| Paul Popp                                                          | Mezőnyverseny   | nem ért célba    | nem ért célba |
| Karl Krenauer Hans Lienhart Peter Muckenhuber Helmut Wechselberger | Csapat időfutam | 2:08:08 (+9:40)  | 11.           |

Női
| Versenyző      | Versenyszám   | Idő              | Helyezés |
| -------------- | ------------- | ---------------- | -------- |
| Johanna Hack   | Mezőnyverseny | 2:20:42 (+9:28)  | 26.      |
| Hilde Dobiasch | Mezőnyverseny | 2:29:26 (+18:12) | 38.      |

### Pálya-kerékpározás
Időfutam
| Név       | Versenyszám  | Idő     | Helyezés |
| --------- | ------------ | ------- | -------- |
| Paul Popp | Férfi egyéni | 1:11,10 | 21.      |

Üldözőversenyek
| Versenyző     | Versenyszám  | Selejtező | Selejtező | Nyolcaddöntő | Nyolcaddöntő | Negyeddöntő  | Negyeddöntő | Elődöntő     | Elődöntő  | Döntő        | Döntő     | Helyezés |
| Versenyző     | Versenyszám  | Idő       | Hely.     | Ellenfél Idő | Saját idő    | Ellenfél Idő | Saját idő   | Ellenfél Idő | Saját idő | Ellenfél Idő | Saját idő | Helyezés |
| ------------- | ------------ | --------- | --------- | ------------ | ------------ | ------------ | ----------- | ------------ | --------- | ------------ | --------- | -------- |
| Karl Krenauer | Férfi egyéni | 5:01,18   | 24.       | kiesett      | kiesett      | kiesett      | kiesett     | kiesett      | kiesett   | kiesett      | kiesett   | kiesett  |

Pontverseny
| Név            | Versenyszám | Selejtező | Selejtező  | Selejtező | Döntő   | Döntő      | Döntő    |
| Név            | Versenyszám | Pont      | Körhátrány | Hely.     | Pont    | Körhátrány | Helyezés |
| -------------- | ----------- | --------- | ---------- | --------- | ------- | ---------- | -------- |
| Kurt Zellhofer | Férfi       | 6         | –2         | 13.       | kiesett | kiesett    | kiesett  |
| Paul Popp      | Férfi       | 3         | –1         | 19.       | kiesett | kiesett    | kiesett  |

## Kézilabda

### Női
| Osztrák női kézilabdacsapat-játékoskeret | Osztrák női kézilabdacsapat-játékoskeret                                                                           |
| --- | --- |
| - Elisabeth Zehetner - Gabriele Gebauer - Gudrun Neunteufel - Karin Hillinger - Karin Prokop - Maria Sykora - Martina Neubauer - Milena Foltýnová-Gschiessl | - Monika Unger - Silvia Steinbauer - Susanne Unger - Teresa Zielewicz - Ulrike Huber - Ulrike Popp - Vesna Radović |

#### Eredmények
| 1984. augusztus 1. 18:30 | Dél-Korea (KOR) | 23–22 | Ausztria (AUT) |  |
| 1984. augusztus 1. 18:30 | (11–15)         |       |                |  |
| 1984. augusztus 1. 18:30 |                 |       |                |  |

| 1984. augusztus 3. 18:30 | Jugoszlávia (YUG) | 30–15 | Ausztria (AUT) |  |
| 1984. augusztus 3. 18:30 | (15–8)            |       |                |  |
| 1984. augusztus 3. 18:30 |                   |       |                |  |

| 1984. augusztus 5. 18:30 | NSZK (FRG) | 18–17 | Ausztria (AUT) |  |
| 1984. augusztus 5. 18:30 | (7–5)      |       |                |  |
| 1984. augusztus 5. 18:30 |            |       |                |  |

| 1984. augusztus 7. 18:30 | Kína (CHN) | 21–16 | Ausztria (AUT) |  |
| 1984. augusztus 7. 18:30 | (10–7)     |       |                |  |
| 1984. augusztus 7. 18:30 |            |       |                |  |

| 1984. augusztus 9. 18:30 | Egyesült Államok (USA) | 25–21 | Ausztria (AUT) |  |
| 1984. augusztus 9. 18:30 | (11–9)                 |       |                |  |
| 1984. augusztus 9. 18:30 |                        |       |                |  |

Végeredmény
| Helyezés | Csapat                 | M | Gy | D | V | G+  | G–  | Gk  | P  |
| -------- | ---------------------- | - | -- | - | - | --- | --- | --- | -- |
| Arany    | Jugoszlávia (YUG)      | 5 | 5  | 0 | 0 | 143 | 102 | +41 | 10 |
| Ezüst    | Dél-Korea (KOR)        | 5 | 3  | 1 | 1 | 125 | 119 | +6  | 7  |
| Bronz    | Kína (CHN)             | 5 | 2  | 1 | 2 | 112 | 115 | –3  | 5  |
| 4.       | NSZK (FRG)             | 5 | 2  | 0 | 3 | 91  | 100 | –9  | 4  |
| 5.       | Egyesült Államok (USA) | 5 | 2  | 0 | 3 | 114 | 123 | –9  | 4  |
| 6.       | Ausztria (AUT)         | 5 | 0  | 0 | 5 | 91  | 117 | –26 | 0  |

| Csapat         | Helyezés |
| -------------- | -------- |
| Ausztria (AUT) | 6.       |

## Lovaglás
Díjlovaglás
| Versenyző                                      | Ló           | Versenyszám | Selejtező | Selejtező | Döntő   | Döntő    |
| Versenyző                                      | Ló           | Versenyszám | Pont      | Hely.     | Pont    | Helyezés |
| ---------------------------------------------- | ------------ | ----------- | --------- | --------- | ------- | -------- |
| Sissy Max-Theurer                              | Acapulco     | Egyéni      | 1556      | 10.       | 1214    | 11.      |
| Peter Ebinger                                  | Malachit     | Egyéni      | 1434      | 29.       | kiesett | kiesett  |
| Christa Winkel                                 | Richelieu    | Egyéni      | 1401      | 31.       | kiesett | kiesett  |
| Sissy Max-Theurer Peter Ebinger Christa Winkel | lásd fentebb | Csapat      |           |           | 4391    | 9.       |

Díjugratás
| Versenyző  | Ló        | Versenyszám | 1. forduló | 1. forduló | 2. forduló | 2. forduló | Összesen | Összesen |
| Versenyző  | Ló        | Versenyszám | Pont       | Hely.      | Pont       | Hely.      | Pont     | Helyezés |
| ---------- | --------- | ----------- | ---------- | ---------- | ---------- | ---------- | -------- | -------- |
| Hugo Simon | The Freak | Egyéni      | 12,00      | 15.        | 16,00      | 23.        | 28,00    | 22.      |

## Műugrás
Női
| Versenyző    | Versenyszám        | Selejtező | Selejtező | Döntő   | Döntő    |
| Versenyző    | Versenyszám        | Pont      | Helyezés  | Pont    | Helyezés |
| ------------ | ------------------ | --------- | --------- | ------- | -------- |
| Nicole Kreil | Egyéni műugrás     | 382,68    | 21.       | kiesett | kiesett  |
| Nicole Kreil | Egyéni toronyugrás | 277,92    | 20.       | kiesett | kiesett  |

## Ökölvívás
| Versenyző    | Versenyszám     | Selejtező         | 32-es főtábla             | Nyolcaddöntő              | Negyeddöntő       | Elődöntő          | Döntő             | Helyezés |
| Versenyző    | Versenyszám     | Ellenfél Eredmény | Ellenfél Eredmény         | Ellenfél Eredmény         | Ellenfél Eredmény | Ellenfél Eredmény | Ellenfél Eredmény | Helyezés |
| ------------ | --------------- | ----------------- | ------------------------- | ------------------------- | ----------------- | ----------------- | ----------------- | -------- |
| Konrad König | Váltósúly       | erőnyerő          | Khemais Refai (TUN) · RSC | kiesett                   | kiesett           | kiesett           | kiesett           | 17.      |
| Olaf Mayer   | Szupernehézsúly |                   |                           | Peter Hussing (FRG) · 0:5 | kiesett           | kiesett           | kiesett           | 9.       |

RSC – a mérkőzésvezető megállította a mérkőzést

## Öttusa
| Versenyző                                   | Versenyszám | Lovaglás      | Lovaglás | Lovaglás | Vívás    | Vívás | Vívás | Úszás    | Úszás | Úszás | Lövészet | Lövészet | Lövészet | Futás    | Futás | Futás | Összesen    | Összesen |
| Versenyző                                   | Versenyszám | Idő           | Pont     | Hely.    | Pontszám | Pont  | Hely. | Idő      | Pont  | Hely. | Eredmény | Pont     | Hely.    | Idő      | Pont  | Hely. | Összes pont | Helyezés |
| ------------------------------------------- | ----------- | ------------- | -------- | -------- | -------- | ----- | ----- | -------- | ----- | ----- | -------- | -------- | -------- | -------- | ----- | ----- | ----------- | -------- |
| Michael Billwein                            | Egyéni      | 1:25,21       | 1070     | 7.       | 21–30    | 670   | 42.   | 3:39,776 | 1116  | 37.   | 190      | 912      | 24.      | 14:17,83 | 992   | 37.   | 4760        | 32.      |
| Ingo Peirits                                | Egyéni      | nem ért célba | 0        | –        | 26–25    | 780   | 24.   | 3:44,036 | 1080  | 41.   | 186      | 824      | 40.      | 14:15,62 | 998   | 36.   | 3682        | 51.      |
| Horst Stocker                               | Egyéni      | nem ért célba | 0        | –        | 23–28    | 704   | 38.   | 3:51,498 | 1024  | 48.   | 182      | 736      | 46.      | 14:25,58 | 968   | 41.   | 3432        | 52.      |
| Michael Billwein Ingo Peirits Horst Stocker | Csapat      |               | 1070     | 17.      |          | 2154  | 13.   |          | 3220  | 14.   |          | 2472     | 13.      |          | 2958  | 13.   | 11 874      | 17.      |

## Sportlövészet
Férfi
| Versenyző            | Versenyszám           | Pont                | Helyezés |
| -------------------- | --------------------- | ------------------- | -------- |
| Gerhard Petritsch    | Gyorstüzelő pisztoly  | 589                 | 11.      |
| Vinzenz Schweighofer | Szabadpisztoly        | 555                 | 11.      |
| Lothar Heinrich      | Sportpuska, fekvő     | 589                 | 25.      |
| Lothar Heinrich      | Sportpuska, összetett | 1139                | 22.      |
| Gerhard Krimbacher   | Sportpuska, összetett | 1135                | 26.      |
| Gerhard Krimbacher   | Légpuska              | 573                 | 28.      |
| Andreas Kronthaler   | Légpuska              | 587 (szétlövés: 36) |          |

Női
| Versenyző        | Versenyszám           | Pont | Helyezés |
| ---------------- | --------------------- | ---- | -------- |
| Gudrun Sinnhuber | Légpuska              | 381  | 11.      |
| Karin Bauer      | Légpuska              | 379  | 18.      |
| Karin Bauer      | Sportpuska, összetett | 564  | 15.      |

Nyílt
| Versenyző      | Versenyszám | Pont | Helyezés |
| -------------- | ----------- | ---- | -------- |
| Ludwig Puser   | Trap        | 185  | 14.      |
| Nicky Szapáry  | Skeet       | 192  | 13.      |
| Martin Burkert | Skeet       | 189  | 26.      |

## Súlyemelés
| Versenyző        | Versenyszám | Szakítás | Szakítás | Lökés                    | Lökés                    | Összesen                 | Helyezés |         |
| Versenyző        | Versenyszám | Eredmény | Helyezés | Eredmény                 | Helyezés                 | Összesen                 | Helyezés |         |
| ---------------- | ----------- | -------- | -------- | ------------------------ | ------------------------ | ------------------------ | -------- | ------- |
| Gregor Bialowas  | 67,5 kg     | 122,5    | 11.      | 160,0                    | 11.                      | 282,5                    | 11.      |         |
| Roman Kainz      | 75 kg       | 137,5    | 9.       | érvényes kísérlet nélkül | érvényes kísérlet nélkül | kiesett                  | kiesett  |         |
| Josef Span       | 90 kg       | 150,0    | 8.       | 192,5                    | 9.                       | 342,5                    | 9.       |         |
| Erich Seidl      | 90 kg       | 90 kg    | 150,0    | 8.                       | érvényes kísérlet nélkül | érvényes kísérlet nélkül | kiesett  | kiesett |
| Franz Langthaler | 100 kg      | 162,5    | 4.       | 187,5                    | 8.                       | 350,0                    | 6.       |         |
| Stefan Laggner   | +110 kg     | kizárták | kizárták | kizárták                 | kizárták                 | kizárták                 | kizárták |         |

## Szinkronúszás
| Versenyző                           | Versenyszám | Selejtező           | Selejtező           | Selejtező       | Selejtező  | Selejtező  | Döntő           | Döntő      | Döntő      |
| Versenyző                           | Versenyszám | Technikai gyakorlat | Technikai gyakorlat | Zenés gyakorlat | Összesítés | Összesítés | Zenés gyakorlat | Összesítés | Összesítés |
| Versenyző                           | Versenyszám | Pont                | Hely.               | Pont            | Pont       | Hely.      | Pont            | Pont       | Helyezés   |
| ----------------------------------- | ----------- | ------------------- | ------------------- | --------------- | ---------- | ---------- | --------------- | ---------- | ---------- |
| Alexandra Worisch                   | Egyéni      | 84,383              | 25.                 | 89,00           | 173,383    | 10.        | kiesett         | kiesett    | kiesett    |
| Eva-Maria Edinger                   | Egyéni      | 81,150              | 30.                 | kiesett         | kiesett    | kiesett    | kiesett         | kiesett    | kiesett    |
| Eva-Maria Edinger Alexandra Worisch | Páros       | 82,767              | 10.                 | 88,60           | 171,367    | 10.        | kiesett         | kiesett    | kiesett    |

## Úszás
Férfi
| Versenyző           | Versenyszám | Előfutam | Előfutam | Előfutam | Döntő   | Döntő   | Döntő   | Helyezés |
| Versenyző           | Versenyszám | Idő      | Hely.    | Össz.    | Típus   | Idő     | Hely.   | Helyezés |
| ------------------- | ----------- | -------- | -------- | -------- | ------- | ------- | ------- | -------- |
| Alexander Pilhatsch | 100 m gyors | 52,25    | 3.       | 25.      | kiesett | kiesett | kiesett | kiesett  |
| Thomas Böhm         | 200 m mell  | 2:22,17  | 3.       | 15.      | B       | 2:22,09 | 6.      | 14.      |
| Thomas Böhm         | 100 m mell  | 1:04,60  | 2.       | 12.      | B       | 1:04,99 | 5.      | 13.      |
| Gerhard Prohaska    | 100 m mell  | 1:06,41  | 5.       | 30.      | kiesett | kiesett | kiesett | kiesett  |
| Gerhard Prohaska    | 200 m mell  | 2:27,85  | 5.       | 30.      | kiesett | kiesett | kiesett | kiesett  |

Női
| Versenyző         | Versenyszám    | Előfutam | Előfutam | Előfutam | Döntő   | Döntő   | Döntő   | Helyezés |
| Versenyző         | Versenyszám    | Idő      | Hely.    | Össz.    | Típus   | Idő     | Hely.   | Helyezés |
| ----------------- | -------------- | -------- | -------- | -------- | ------- | ------- | ------- | -------- |
| Monika Bayer      | 400 m vegyes   | 5:05,61  | 6.       | 17.      | kiesett | kiesett | kiesett | kiesett  |
| Sonja Hausladen   | 400 m vegyes   | 4:58,68  | 4.       | 13.      | B       | 4:57,78 | 5.      | 13.      |
| Sonja Hausladen   | 200 m pillangó | 2:13,50  | 2.       | 7.       | A       | 2:15,38 | 7.      | 7.       |
| Sonja Hausladen   | 100 m pillangó | 1:03,20  | 4.       | 15.      | B       | 1:03,37 | 7.      | 15.      |
| Brigitte Wanderer | 100 m pillangó | 1:05,22  | 5.       | 23.      | kiesett | kiesett | kiesett | kiesett  |
| Brigitte Wanderer | 200 m pillangó | 2:21,16  | 5.       | 23.      | kiesett | kiesett | kiesett | kiesett  |
| Brigitte Wanderer | 200 m vegyes   | 2:26,85  | 5.       | 20.      | kiesett | kiesett | kiesett | kiesett  |

## Vitorlázás
Férfi
| Versenyző  | Versenyszám     | Futam  | Futam | Futam | Futam | Futam | Futam | Futam | Pontszám | Helyezés |
| Versenyző  | Versenyszám     | 1      | 2     | 3     | 4     | 5     | 6     | 7     | Pontszám | Helyezés |
| ---------- | --------------- | ------ | ----- | ----- | ----- | ----- | ----- | ----- | -------- | -------- |
| Björn Eybl | Szörfvitorlázás | (17,0) | 16,0  | 13,3* | 16,0  | 10,0  | 13,0  | 11,7  | 80,0     | 8.       |

* - bírók által adott pontszám
Nyílt
| Versenyző                                         | Versenyszám     | Futam | Futam  | Futam  | Futam  | Futam | Futam  | Futam | Pontszám | Helyezés |
| Versenyző                                         | Versenyszám     | 1     | 2      | 3      | 4      | 5     | 6      | 7     | Pontszám | Helyezés |
| ------------------------------------------------- | --------------- | ----- | ------ | ------ | ------ | ----- | ------ | ----- | -------- | -------- |
| Hubert Raudaschl Karl Ferstl                      | Csillaghajó     | 11,7  | (19,0) | 0,0    | 17,0   | 16,0  | 5,7    | 3,0   | 53,4     | 5.       |
| Norbert Petschel Walter Schlagbauer               | Tornádó         | 15,0  | 15,0   | 16,0   | (22,0) | 17,0  | 17,0   | 8,0   | 88,0     | 12.      |
| Christian Höller Michael Farthofer Richard Höller | Soling          | 18,0  | 17,0   | 20,0   | 20,0   | 17,0  | (29,0) | 21,0  | 113,0    | 15.      |
| Gerhard Panuschka Manfred Panuschka               | Repülő hollandi | 19,0  | 8,0    | (22,0) | 19,0   | 21,0  | 21,0   | 17,0  | 105,0    | 16.      |

## Vívás
Férfi
| Versenyző                                                                | Versenyszám       | Selejtező | Selejtező | Selejtező | Selejtező | Selejtező | Selejtező | Főtábla                       | Főtábla           | Vigaszág                | Vigaszág          | Negyeddöntő         | Elődöntő          | Döntő                                     | Helyezés |
| Versenyző                                                                | Versenyszám       | 1. kör | 1. kör    | 2. kör | 2. kör    | 3. kör | 3. kör    | 1. kör                        | 2. kör            | 1. kör                  | 2. kör            | Negyeddöntő         | Elődöntő          | Döntő                                     | Helyezés |
| Versenyző                                                                | Versenyszám       | Ellenfél Eredmény | Hely.     | Ellenfél Eredmény | Hely.     | Ellenfél Eredmény | Hely.     | Ellenfél Eredmény             | Ellenfél Eredmény | Ellenfél Eredmény       | Ellenfél Eredmény | Ellenfél Eredmény   | Ellenfél Eredmény | Ellenfél Eredmény                         | Helyezés |
| ------------------------------------------------------------------------ | ----------------- | --- | --------- | --- | --------- | --- | --------- | ----------------------------- | ----------------- | ----------------------- | ----------------- | ------------------- | ----------------- | ----------------------------------------- | -------- |
| Robert Blaschka                                                          | Tőr, egyéni       | 1. csoport · Majed Abdul Rahim Habib Ullah (KSA) · 4–5 · Stefan Joos (BEL) · 5–4 · Henri Darricau (LIB) · 3–5 · Andrea Borella (ITA) · 2–5                                         | 4.        | 6. csoport · Umezava Kenicsi (JPN) · 3–5 · Khaled Al-Awadhi (KUW) · 5–4 · Mike McCahey (USA) · 5–1 · Bill Gosbee (GBR) · 5–3                                                      | 1.        | 2. csoport · José Rafael Magallanes (VEN) · 5–1 · Shlomo Eyal (ISR) · 5–2 · Liu Jün-hung (Liu Yunhong) (CHN) · 5–1 · Thierry Soumagne (BEL) · 5–3 · Andrea Borella (ITA) · 3–5 | 2.        | Thierry Soumagne (BEL) · 3–10 |                   | Kuki Péter (ROU) · 4–10 | kiesett           | kiesett             | kiesett           | kiesett                                   | 13.      |
| Joachim Wendt                                                            | Tőr, egyéni       | 5. csoport · James Kreglo (ISV) · 5–2 · Ahmed Al-Ahmed (KUW) · 5–1 · Edgardo Díaz (PUR) · 5–2 · José Rafael Magallanes (VEN) · 3–5 · Matthias Gey (FRG) · 0–5                      | 3.        | 8. csoport · Peter Lewison (USA) · 4–5 · Sergio Turiace (ARG) · 5–2 · Pierre Harper (GBR) · 5–2 · Peter Joos (BEL) · 5–2                                                          | 1.        | 3. csoport · Stefan Joos (BEL) · 5–3 · Abdel Monem El-Husseini (EGY) · 4–5 · Kuki Péter (ROU) · 3–5 · Umezava Kenicsi (JPN) · 2–5 · Matthias Behr (FRG) · 4–5                  | 5.        | kiesett                       | kiesett           | kiesett                 | kiesett           | kiesett             | kiesett           | kiesett                                   | 17.      |
| Georg Somloi                                                             | Tőr, egyéni       | 6. csoport · Abdullah Al-Zawayed (KSA) · 3–5 · Li Taj-csung (Lee Tai-Chung) (TPE) · 5–3 · Nick Bell (GBR) · 5–0 · Harald Hein (FRG) · 4–5 · Liu Jün-hung (Liu Yunhong) (CHN) · 1–5 | 4.        | 1. csoport · Simokava Tadasi (JPN) · 5–0 · Thierry Soumagne (BEL) · 4–5 · Frédéric Pietruszka (FRA) · 0–5 · Matthias Gey (FRG) · 1–5                                              | 4.        | kiesett | kiesett   | kiesett                       | kiesett           | kiesett                 | kiesett           | kiesett             | kiesett           | kiesett                                   | 29.      |
| Arno Strohmeyer                                                          | Párbajtőr, egyéni | 7. csoport · Jean-Marc Chouinard (CAN) · 4–5 · Jamil Mohamed Bubashit (KSA) · 5–1 · José Rafael Magallanes (VEN) · 5–4 · Cuj Ji-ning (Cui Yining) (CHN) · 2–5                      | 2.        | 6. csoport · Jun Namdzsin (Yun Nam-Jin) (KOR) · 1–5 · Sergio Luchetti (ARG) · 5–3 · Alexander Pusch (FRG) · 5–2 · Ihab Aly (EGY) · 5–3 · Olivier Lenglet (FRA) · 2–5              | 4.        | kiesett | kiesett   | kiesett                       | kiesett           | kiesett                 | kiesett           | kiesett             | kiesett           | kiesett                                   | 26.      |
| Hannes Lembacher                                                         | Párbajtőr, egyéni | 11. csoport · Denis Cunningham (HKG) · 3–5 · Osama Al-Khurafi (KUW) · 5–4 · Bård Vonen (NOR) · 5–3 · Stefano Bellone (ITA) · 5–5 · Philippe Riboud (FRA) · 2–5                     | 3.        | 7. csoport · Cung Hsziang-csing (Zong Xiangqing) (CHN) · 5–2 · Martin Brill (NZL) · 5–3 · I Ilhi (Lee Il-Hui) (KOR) · 4–5 · Robert Marx (USA) · 1–5 · Philippe Boisse (FRA) · 0–5 | 6.        | kiesett | kiesett   | kiesett                       | kiesett           | kiesett                 | kiesett           | kiesett             | kiesett           | kiesett                                   | 35.      |
| Hans Brandstätter                                                        | Kard, egyéni      | 1. csoport · Freddy Scholz (FRG) · 2–5 · Claude Marcil (CAN) · 5–0 · Cornel Marin (ROU) · 3–5 · Gianfranco Dalla Barba (ITA) · 3–5                                                 | 3.        | 3. csoport · Mike Lofton (USA) · 4–5 · Claude Marcil (CAN) · 5–2 · Cornel Marin (ROU) · 5–3 · Marco Marin (ITA) · 3–5                                                             | 2.        | 4. csoport · Marin Mustaţă (ROU) · 5–2 · Mark Slade (GBR) · 4–5 · Vang Zsuj-csi (Wang Ruiji) (CHN) · 4–5 · Steve Mormando (USA) · 2–5 · Freddy Scholz (FRG) · 1–5              | 6.        | kiesett                       | kiesett           | kiesett                 | kiesett           | kiesett             | kiesett           | kiesett                                   | 20.      |
| Joachim Wendt Dieter Kotlowski Georg Somloi Robert Blaschka Georg Loisel | Tőr, csapat       | 3. csoport · Franciaország (FRA) · 4–9 · Argentína (ARG) · 9–4 | 2.        | |           | |           |                               |                   |                         |                   | Belgium (BEL) · 9–4 | NSZK (FRG) · 3–9  | Bronzmérkőzés · Franciaország (FRA) · 3–9 | 4.       |